# Miss World 1959
| Data:                | 10 listopada 1959                       |
| Kraj:                | Wielka Brytania                         |
| Miasto:              | Londyn                                  |
| Gala finałowa:       | Lyceum Theatre                          |
| Liczba uczestniczek: | 37                                      |
| Zwyciężczyni:        | Corinne Rottschäfer, Holandia           |
| Poprzedniczka:       | Penelope Anne Coelen, Południowa Afryka |
| Następczyni:         | Norma Gladys Cappagli, Argentyna        |
| -------------------- | --------------------------------------- |

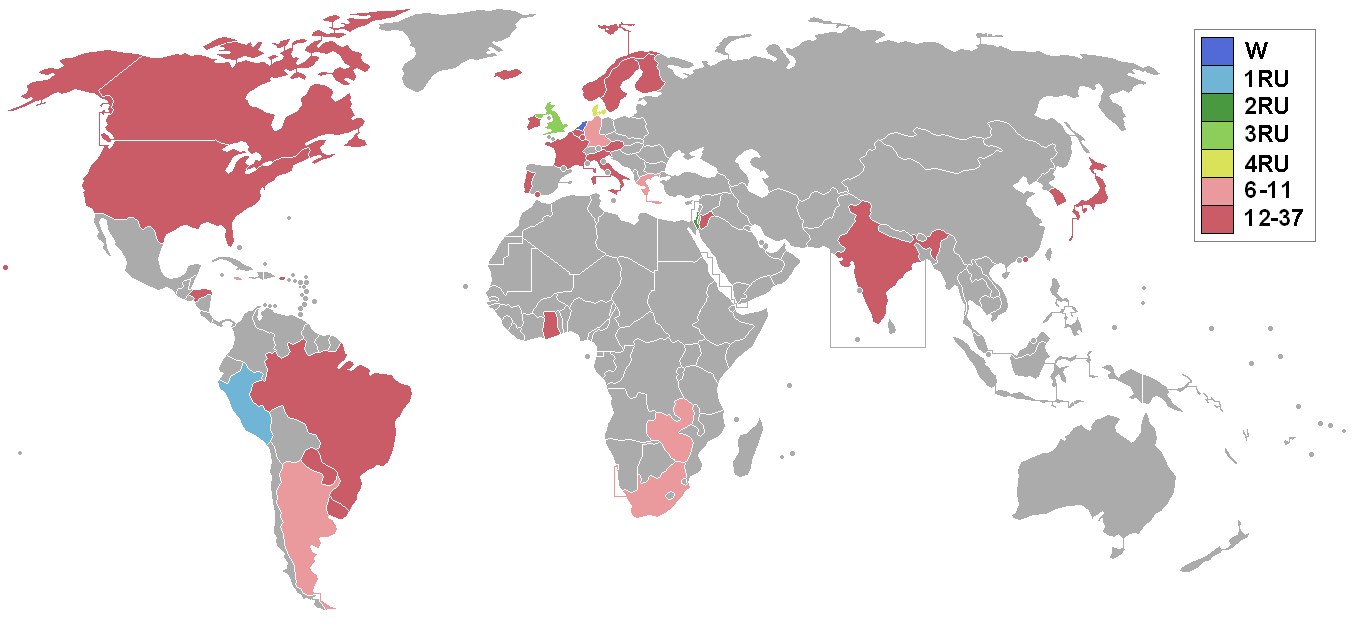
Kraje i terytoria, które wysłały delegacje oraz zajęte miejsce

Miss World 1959 – były to 9. wybory Miss World. Odbyły się dn. 10 listopada 1959 r. w Lyceum Theatre w Londynie. O tytuł i koronę Miss World walczyło 37 uczestniczek. W konkursie zadebiutowało aż 14 państw. Zwyciężyła Holenderka Corinne Rottschäfer. Konkurs poprowadził Bob Hope.

## Wyniki
| Wyniki finału   | Uczestniczka/Uczestniczki |
| --------------- | --- |
| Miss World 1959 | - Holandia – Corinne Rottschäfer |
| 1. wicemiss     | - Peru – Maria Elena Rosell Zapata |
| 2. wicemiss     | - Izrael – Ziva Shomrat |
| 3. wicemiss     | - Wielka Brytania – Anne Thelwell |
| 4. wicemiss     | - Dania – Kirsten Olsen |
| Półfinalistki   | - Argentyna – Amalia Yolanda Scuffi - Federacja Rodezji i Niasy – Vivien Lentin - Grecja – Yakiathi Karaviti - Jamajka – Sheila Chong - RFN – Helga Meyer - Południowa Afryka – Moya Meaker |

## Uczestniczki
- Argentyna – Amalia Yolanda Scuffi
- Austria – Helga Knofel
- Belgia – Diane Hidalgo
- Brazylia – Dione Brito Oliveira
- Dania – Kirsten Olsen
- Federacja Rodezji i Niasy – Vivien Lentin
- Finlandia – Margit Jaatinen
- Francja – Marie Hélène Trové
- Ghana – Star Nyaniba Annan
- Gibraltar – Viola Howells
- Grecja – Yakiathi Karaviti
- Hawaje – Margaret Moani Keala Brumaghim
- Holandia – Corinne Rottschäfer
- Honduras – Rosemary Lefebre
- Hongkong – Michelle Mok Ping-Ching
- Indie – Fleur Ezekiel
- Irlandia – Ann Fitzpatrick
- Islandia – Sigurbjörg Sveinsdóttir
- Izrael – Ziva Shomrat
- Jamajka – Sheila Chong
- Japonia – Chieko Ichinose
- Jordania – Ufemia Jabaji
- Kanada – Huguette Demers
- Korea Południowa – Seo Jung-ae
- Luksemburg – Josee Pundel
- RFN – Helga Meyer
- Norwegia – Berit Grundvig
- Paragwaj – Elvira dos Santos Encina
- Peru – Maria Elena Rosell Zapata
- Portoryko – Lilie Diaz
- Portugalia – Maria Teresa Motoa Cardoso
- Stany Zjednoczone – Loretta Powell
- Szwecja – Carola Hakansson
- Urugwaj – Yvonne Kelly
- Wielka Brytania – Anne Thelwell
- Włochy – Paola Falchi
- Południowa Afryka – Moya Meaker

## Notatki dot. państw uczestniczących

### Debiuty
- Argentyna
- Federacja Rodezji i Niasy
- Ghana
- Gibraltar
- Hongkong
- Indie
- Jamajka
- Jordania
- Korea Południowa
- Paragwaj
- Peru
- Portoryko
- Portugalia
- Urugwaj

### Powracające państwa i terytoria
Ostatnio uczestniczące w 1955:
- Honduras

Ostatnio uczestniczące w 1957:
- Austria
- Finlandia
- Luksemburg

### Państwa i terytoria rezygnujące
- Maroko
- Tunezja
- Turcja
- Wenezuela